# Episodi di Schitt's Creek (sesta stagione)
La sesta e ultima stagione della serie televisiva Schitt's Creek, composta da 14 episodi, è stata trasmessa in Canada su CBC Television dal 7 gennaio al 7 aprile 2020; lo stesso giorno è andato in onda anche uno speciale della serie.
In Italia, la stagione è stata pubblicata su Mediaset Infinity l'11 novembre 2021. 
| n°                                                                | Titolo originale                                                  | Titolo italiano                                        | Prima TV Canada  | Prima TV Italia  |
| ----------------------------------------------------------------- | ----------------------------------------------------------------- | ------------------------------------------------------ | ---------------- | ---------------- |
| 1                                                                 | Smoke Signals                                                     | Segnali di fumo                                        | 7 gennaio 2020   | 11 novembre 2021 |
| 2                                                                 | The Incident                                                      | L'inconveniente                                        | 14 gennaio 2020  | 11 novembre 2021 |
| 3                                                                 | The Job Interview                                                 | Il colloquio di lavoro                                 | 21 gennaio 2020  | 11 novembre 2021 |
| 4                                                                 | Maid of Honour                                                    | Damigella d'onore                                      | 28 gennaio 2020  | 11 novembre 2021 |
| 5                                                                 | The Premiere                                                      | La prima                                               | 4 febbraio 2020  | 11 novembre 2021 |
| 6                                                                 | The Wingman                                                       | La spalla                                              | 11 febbraio 2020 | 11 novembre 2021 |
| 7                                                                 | Moira Rosé                                                        | Moira rosè                                             | 18 febbraio 2020 | 11 novembre 2021 |
| 8                                                                 | The Presidential Suite                                            | La suite presidenziale                                 | 25 febbraio 2020 | 11 novembre 2021 |
| 9                                                                 | Rebound                                                           | Ripensamenti                                           | 3 marzo 2020     | 11 novembre 2021 |
| 10                                                                | Sunrise, Sunset                                                   | Il ritorno di Sunrise                                  | 10 marzo 2020    | 11 novembre 2021 |
| 11                                                                | The Bachelor Party                                                | L'addio al celibato                                    | 17 marzo 2020    | 11 novembre 2021 |
| 12                                                                | The Pitch                                                         | La presentazione                                       | 24 marzo 2020    | 11 novembre 2021 |
| 13                                                                | Start Spreading The News                                          | Fate girare la notizia                                 | 31 marzo 2020    | 11 novembre 2021 |
| 14                                                                | Happy Ending                                                      | Lieto fine                                             | 7 aprile 2020    | 11 novembre 2021 |
| Speciale: Best Wishes, Warmest Regards: A Schitt's Creek Farewell | Speciale: Best Wishes, Warmest Regards: A Schitt's Creek Farewell | Tante care cose, cordiali saluti: addio Schitt’s Creek | 7 aprile 2020    | 31 dicembre 2024 |